# Gabriele Bosisio
Gabriele Bosisio (Lecco, Llombardia, 6 d'agost de 1980) és un ciclista italià, professional des del 2004. Va estar sancionat des del setembre del 2009 fins al 5 d'octubre de 2011 per haver donat positiu per EPO en un control antidopatge.
En el seu palmarès destaca una victòria d'etapa al Giro d'Itàlia de 2008. En aquesta mateixa edició vestí la maglia rosa durant una etapa.

## Palmarès
- 2003
  - 1r al Trofeu Raffaele Marcoli
- 2007
  - 1r al Giro del Laci
  - 1r a la cursa en línia test dels Jocs Olímpics de Pequín
- 2008
  - 1r al Giro d'Oro
  - Vencedor d'una etapa del Giro d'Itàlia
  - Vencedor d'una etapa del Brixia Tour

### Resultats al Giro d'Itàlia
- 2004. 137è de la classificació general
- 2008. 22è de la classificació general. Vencedor d'una etapa.  Porta la maglia rosa durant 1 etapa
- 2009. 27è de la classificació general